# Cavaliere Atomico
Il Cavaliere Atomico (Atomic Knight) è un supereroe della DC Comics e fu brevemente un membro degli Outsiders. Qualche volta venne descritto come un membro dei Cavalieri Atomici (Atomic Knights), che comparvero per la prima volta in Strange Adventures n. 117 (giugno 1960).

## Atomic Knights originali
Gli Atomic Knights comparvero per la prima volta in un numero di Strange Adventures nei primi anni sessanta, cominciando nel n. 117 (giugno 1960). Creati da John broome e Murphy Anderson, erano una banda di eroi viventi nel futuro postapocalittico del 1992.
Dopo la catastrofica Guerra Idrogenica del 1986, un piccolo tiranno di nome Black Baron regolò una piccola sezione del Midwest con il pugno di ferro. Gli si opposero il Sergente Gardner Grayle e gli Atomic Knights, che indossavano armature medievali impervie alle armi energetiche del Barone, essendo state irradiate nella guerra. Gli altri Knights erano i gemelli Wayne e Hollis Hobard, Brydon Smith, ultimo scienziato della Terra, e i fratelli Douglas e Marene Herald.
Le 15 storie degli Atomic Knights in Strange Adventures generalmente avevano a che fare con il ricovero post-olocausto, dato che i Knights volevano scacciare la minaccia e tentarono di ricostruire l'area intorno alla loro base di Durvale, sebbene viaggiarono per Los Angeles, Detroit, New Orleans, New York, e Washington. In tutto, ci furono 15 storie degli Atomic Knight nei primi anni '60; la loro ultima comparsa in Strange Adventures fu nel n. 160 (gennaio 1964).
Gli Atomic Knights rimasero inutilizzati per molti anni, finché Cary Bates utilizzò i Knights come ospiti nella serie della metà degli anni '70, Hercules Unbound, cominciando nel n. 10 (aprile-maggio 1977). Hercules, Kamandi, e gli Atomic Knights abitavano tutti lo stesso universo, in cui ebbe luogo il Grande Disastro. L'intero concetto del Grande Disastro fin da allora fu considerato fuori dalla continuità dell'Universo DC corrente. Gli stessi Atomic Knights furono considerati il sogno di Gardner Grayle in DC Comics Presents n. 57, dove Superman tentò di prevenire che Grayle causasse la guerra nucleare.
Le storie originali degli Atomic Knights furono ristampate in Strange Adventures dal n. 217 al n. 231. La loro comparsa in Hercules Unbound e in DC Comics Presents non furono ristampate.

## Gardner Grayle

### Prima storia del personaggio
Sulla Terra-1, Gardner Grayle era un sergente militare. Il suo plotone era l'infame plotone 13 e il loro simbolo era un cavaliere. Febbrilmente opposti alla guerra nucleare, Grayle si prestò volontariamente ad un esperimento virtuale per vedere come le persone avrebbero reagito al mondo post-guerra nucleare. Con questo esperimento, Grayle credette che le avventure degli Atomic Knights fossero solo un sogno. Dopo essere uscito dall'esperimento, Grayle indossò un'armatura dei Laboratori S.T.A.R. e si dichiarò un moderno cavaliere in una moderna armatura spendente, diventando brevemente un secondo Cavaliere splendente e servendo nei Sette Soldati della Vittoria.
Dopo una mezza carriera di successo come supereroe, Grayle ebbe un lavoro nei Laboratori S.T.A.R. Quando ricevette una premonizione dalla dea Cassandra, Grayle procedette nell'utilizzo della sua esperienza per costruirsi una nuova armatura atomica. Partecipò quindi a Crisi sulle Terre infinite come membro dei Forgotten Heroes che contattarono Darkseid per aiutarli contro l'Anti-Monitor.
Poi, comparve in Outsiders vol. 1, un gruppo a cui si unì prima di essere bandito. Gli Outsiders si riformarono successivamente (nel vol. 2), ma furono considerati latitanti dopo essere stati accusati di aver partecipato al massacro di un villaggio markoviano (patria di Brion Markov, il Geo-Force degli Outsiders). Inizialmente, egli diede la caccia alla squadra, fu infine convinto della loro innocenza e riuscì a ripulire i loro nomi al resto del mondo. Aiutò anche gli Outsiders a sconfiggere un'infestazione di vampiri nella nazione sotterranea di Abyssa. Con gli Outsiders, si innamorò della compagna di squadra Windfall e furono visti insieme al matrimonio di Geo-Force.
Oltre alla sua armatura atomica, Grayle aveva anche il potere di vedere nel futuro.

### Un anno dopo
Nella miniserie post-Crisi The Battle for Blüdhaven, Gardner Grayle è il leader di una banda sotterranea di nuovi Atomic Knights che oprerano all'interno della città distrutta di Blüdhaven, lavorando al fianco di un'organizzazione chiamata Roundtable con lo scopo di aiutare i cittadini a sbarazzarsi dello S.H.A.D.E. e del nuovo Black Baron. Qui ci furono all'incirca 125 Atomic Knights guidati da Gardner Grayle, Marene e Doug Herald, Bryndon, e Wayne e Hollis Hobard, che furono mostrati come rifugiati con l'aiuto di una tecnologia meccanica, e utilizzando un'armatura con numerosi poteri come l'abilità di registrare ed analizzare informazioni complesse e lanciare potenti esplosioni balistiche e nucleari. Alla fine della serie, Capitan Atomo cancellò i cittadini rimanenti di Blüdhaven, per fare strada alle nuove partenze degli operativi S.H.A.D.E. Dopo di ciò, i Knights furono visti entrare sottoterra in un ambiente lussureggiante attraverso un bunker chiamato Commando-D, reminiscenza del loro accesso al mondo post-nucleare delle loro incarnazioni originali. Il Commando-D è il bunker in cui vissero Kamandi e suo nonno, l'originale OMAC.

### Crisi finale
Nel secondo numero di Crisi finale, Dan Turpin viaggiò fino a Blüdhaven, e vide brevemente Gli Atomic Knights, cavalcando giganteschi cani nella città distrutta. Dopodiché, visitò il bunker Commando-D.
Nel terzo numero, i Knights accompagnarono Wonder Woman nella città, dove si scontrarono con una Mary Marvel malvagia, che strappò Marene Herald a metà.

## Altre versioni
- Nella maxi-serie fuori dalla continuità, Justice, Atomo indossa un'armatura che ricorda quelle degli Atomic Knights di Terra-1.
- In 52, fu rivelata l'esistenza di un multiverso. Queste Terre sono originariamente la copia carbone della Nuova Terra creata alla fine di Crisi sulle Terre Infinite.

### Terra-17
Una delle Terre, designata Terra-17 da Rip Hunter, fu pesantemente alterata da Mr.Mind, e i suoi effetti sulla Terra si mutarono in versioni alternative degli Atomic Knights, una versione molto simile nell'aspetto agli Atomic Knights originali e alle loro storie.
Basato su un commento di Grant Morrison, questo universo alternativo non è l'ambiente originale delle storie degli anni '60.

### Terra-38
In Countdown: Arena n. 2 (2007), una versione alternativa di Capitan Atomo compare come leader degli Atomic Knights di quel mondo.